# 頼清徳

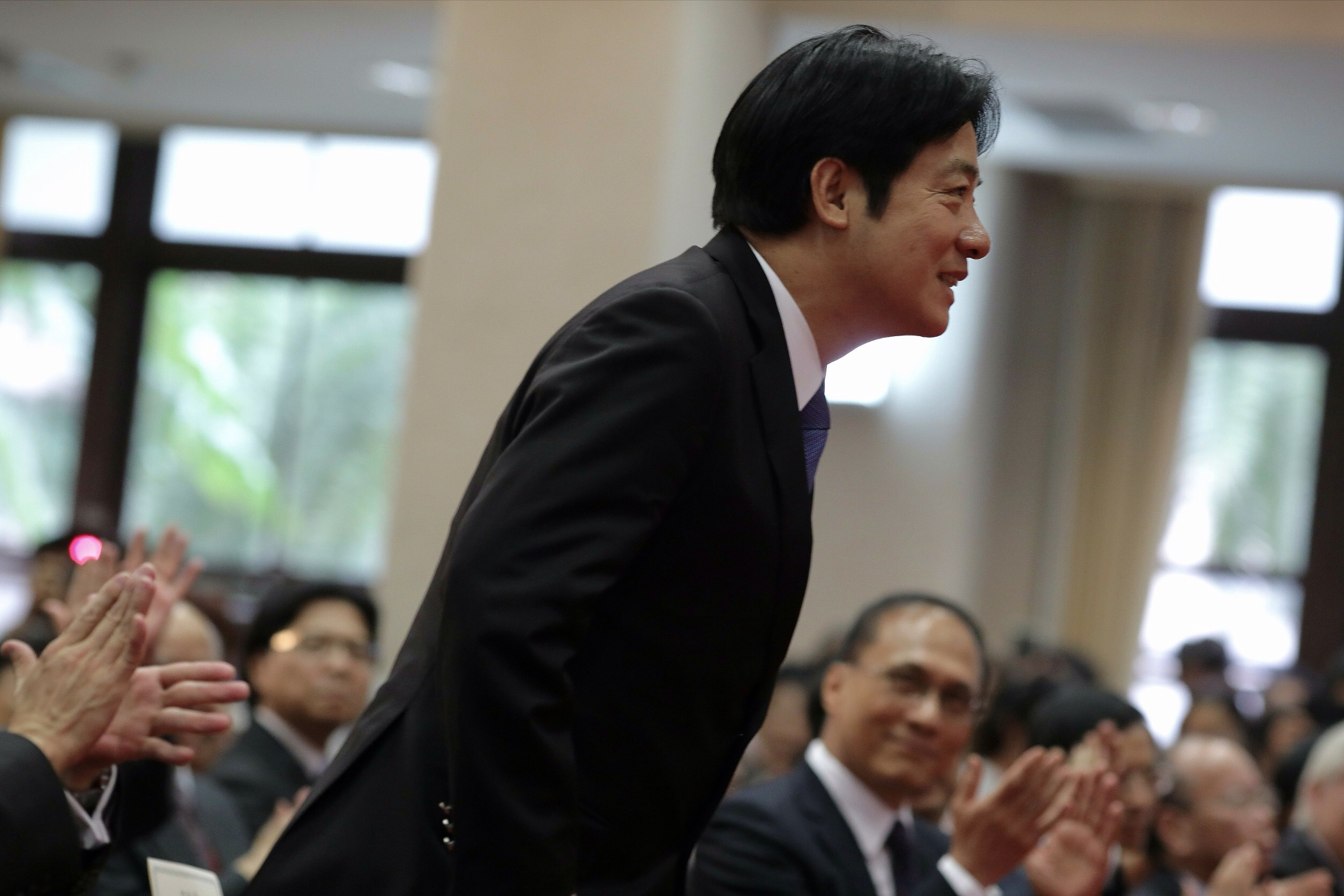
行政院長（首相）に就任し、式典に臨む頼

頼 清徳（らい せいとく、ライ・チントー 、繁: 賴 清德、英: Lai Ching-te、1959年〈民国48年〉10月6日 - ）は、中華民国（台湾）の政治家、内科医。第8代中華民国総統、第18代民主進歩党主席。
立法委員（4期）、台南市長、行政院長、副総統を歴任した。民主進歩党内では最大派閥の「新潮流」の中核的人物である。英語名としてWilliam Laiという通称も使用している。

## 来歴
1959年、台北県（現在の新北市）で炭鉱労働者の息子（6人きょうだいの5番目）として生まれたが、生後3か月の時に父親を炭鉱事故で亡くし、母親は拾った石炭を売るなどして生計を立てた。国立台湾大学医学部リハビリ学科、国立成功大学学士後医学科卒業、ハーバード大学で公衆衛生の修士号を取得。
台南市の国立成功大学医学部附属病院に内科医として勤務し、1994年に台湾省長の直接選挙が実施された際、民主進歩党所属の候補だった陳定南の台南医師後援会会長を務めた。1995年～1996年の第三次台湾海峡危機を契機に政界入りを決め、1996年3月23日、国民大会代表（第3期）に当選。
1998年12月5日、立法委員（第4期）に初当選し、2008年の第7期まで連続当選。
2010年11月27日、台南市長に当選。2014年11月29日、再選された。
2015年2月28日、二・二八事件の犠牲者を追悼する集会に出席し、台南市内の学校に設置されている蔣介石の銅像を撤去する方針を明らかにした。同年3月21日、外省人らの反対に遭った一部を除き、銅像が市によって撤去された。
2017年9月5日、蔡英文政権下で行政院長に指名され、9月8日に就任した。2018年11月24日に実施された統一地方選挙で与党・民主進歩党が大敗したことを受けて行政院長を辞任すると申し出たが、蔡英文総統に慰留されいったんは留任した。2019年1月10日に次年度予算案が議会を通過したことを受け、翌11日に内閣総辞職。同日、行政院長を辞職。
2019年3月18日、2020年1月に予定される総統選挙への立候補を表明。同日、民主進歩党としての総統選挙候補を決める予備選挙へ立候補。同年6月13日に行われた予備選挙では蔡英文に敗れた。同年11月17日、蔡英文が、副総統候補に起用することを発表する。
2020年1月11日に行われた2020年中華民国総統選挙で蔡英文が再選したことに伴い、中華民国副総統への就任が決まる。
2022年12月16日、蔡英文の辞任に伴う民主進歩党主席選挙への立候補を届け出た。頼以外に立候補の届け出がなく、2023年1月15日に選出され、同月18日に就任した。
2023年4月12日、2024年中華民国総統選挙における民主進歩党予備選挙には頼清徳以外の届け出がなく、正式に候補者に選出された。
2024年1月13日に行われた総統選挙では得票率40.05％で初当選を果たした。
2024年5月20日に行われた第16代中華民国総統就任式典で総統に就任した。

## 人物
民進党内から大きな期待を受けており、「民進党のホープ」と評されている。
内科医であるとともに、米国・ハーバード大学で公衆衛生分野の修士号を取得した衛生学者であり、市民（主にインターネット上）や支持者からは「仁医」、「頼隆夫」（映画KANOの宣伝で訪台した八田與一役の大沢たかおと並んだ姿がよく似ていると言われたことや、大沢もJIN-仁-では医者役を演じていたことから）、「頼神、LINE神」（市政の情報発信ツールとしてLINEを頻繁に使用し、6大直轄市市長では最もそのフォロワー数が多いことや、他の県市が台風警戒中で公的機関の閉鎖と学校の休校を打ち出す中、ただ一人逆の宣言を行い、実際に台風による被害がほぼなかったこと、その日は未明まで帰宅しなかったこと、公務での移動に使う台湾高速鉄道で居合わせた急病人の治療措置を車内で行ったことが何度かあるなどから）と呼ばれている。しかし、2013年と2016年の台風では台風休暇の発令が遅れ、逆に批判を浴びる結果となった。
市長としては市政満足度調査（2016年の遠見雑誌によるもの）で高雄市長の陳菊とともに6大直轄市の首長では最高評価を受けている。
2015年の八仙水上楽園爆発事故（新北市）では自身の所得1ヶ月分を被災者に寄贈している。
2016年の台湾南部地震では発生から4日以上不眠不休で活動を続け、心配した市民や視聴者から休息を促す声が多く寄せられた。

## 対中姿勢
台湾独立派であり、2015年9月30日に台南市議会で中国国民党議員から質疑を受けた際は「私は台湾独立を主張する」、「台湾が独立主権国家であるという台湾の人々の主張を中国は尊重すべき」と述べている。2017年の行政院長就任後も度々台湾の独立について言及し、「台湾は中華民国という名の独立した主権国家である」とした上で、「いかなる国も中華民国が存在する事実を直視すべきだ」と主張している。
中国との関係については「私は親中であって反中ではない。親中愛台だ」と主張している。2014年に上海を訪問して中国の学者と対談を行った際には「台湾独立は台湾人の大きな共通認識だ」と述べている。
中国は台湾に対して「領土回復」を掲げているにもかかわらず帝政ロシアが清朝から奪った領土に領有権を主張しないのは二重基準であると批判しており、これに対してロシア政府は反発してロシアのハッカー集団による台湾の企業や官公庁への大規模なサイバー攻撃が起きた。

## 対日姿勢
2011年5月、台南市の観光友好都市である栃木県日光市の斎藤文夫市長が訪台し、東日本大震災の風評被害などで外国人観光客が激減していると窮状を説明すると、「うわさを打ち消すには、行動で示すのが一番いい」と応じ、200人で訪日すると約束。震災発生から3ヶ月後の6月11日、「行こう日光」と大書きされたTシャツを着て、300人を超える市民旅行団と共に日光を訪問した。2014年9月13日、東京都内で講演し、「日台は政治・経済などの分野でより緊密な関係を築くべきだ」と語った。また、八田與一にも言及し、慰霊式典を毎年行っていることを紹介した。2015年4月19日、大阪日台交流協会関係者らの訪問を受けた際、「世界中で日本と最も関係の深い場所は台湾」と述べた。2015年10月18日、日本統治時代の台湾で生まれた日本人（湾生）を描いたドキュメンタリー映画「湾生回家」関係者らと面会。頼は挨拶の中で「日本統治時代に市内に残された施設や文化などは、現在でも地域に大きな影響を与えている」と語った。2016年4月16日、熊本地震の支援のため1か月分の給与を寄付する意向を表明した。
2017年4月16日に発生した八田與一の銅像から頭の部分が切断、持ち去られた事件で、直後に犯行を非難する声明を自身のFacebookで表明したほか、18日付で日本の関係自治体や日本台湾交流協会関係者に日本語による事情説明文書を発送しているが、「白色正義社会連盟」などの一部団体は媚日行為だと非難した。
2018年9月6日の北海道胆振東部地震の際は被害が最小限に収まり、救助活動が順調に進むことを願った上でお見舞いを表明した。
2020年3月にTwitterを開始すると、3月11日には東日本大震災被災者に対し日本語でのツイートを投稿した。2021年2月、中国での台湾産パイナップルの禁輸措置を発端とする台湾産パイナップルの消費キャンペーンで、パイナップルでPUI PUI モルカーのモルカーを作った画像をInstagramに投稿した。
2022年7月11日、8日に奈良県で応援演説中銃撃によりに射殺された安倍晋三元首相の弔問に訪れた。1972年の日台断交後、現職副総統の日本訪問は1985年に李登輝副総統（後に総統）が中南米訪問から台湾への帰途に立ち寄って以来であり、現職の副総統による日本訪問は異例の対応とされた。頼は11日に日本訪問して通夜と12日の葬儀に出席した。頼の日本訪問について日台政府双方は「私的な弔問」としているが、中国側は反発し、中国外務省が日本側へ抗議を行った。

## 国際訪問
| 期間       | 訪問先         | 成果 | 参考資料 |
| ---------- | -------------- | --- | -------- |
| 2011年4月  | 日本           | 頼清徳が代表団を率いて来日し、東日本大震災で甚大な被害を受けた姉妹都市の仙台市を訪問し、仙台市の復興支援のために台南市民から寄せられた1億円以上の義援金を手渡した。 | [ 70 ]   |
| 2011年9月  | 日本           | 代表団を率いて来日し、石川県で国際投資会議を開催したほか、金沢市と友好都市交流協定を結び、日本企業の台南への投資誘致に成功した。 | [ 71 ]   |
| 2012年6月  | 日本           | 台湾と日本の農業と観光交流を促進するために、青森県を訪問した。台南市の愛文マンゴーや医療観光産業を紹介し、台南市の質の高い観光環境をアピールした。 | [ 72 ]   |
| 2014年6月  | 中国大陸       | 台南市政府関係者を率いて上海を訪問し、台湾の著名な画家である故:陳澄波の絵画展の開幕式に参加したほか、復旦大学で台南市の観光と医療について講演と紹介を行った。 | [ 73 ]   |
| 2014年8月  | アメリカ合衆国 | 「国際野球大会」や「スマートシティ」の視察、友好都市訪問、都市外交を理由に訪米。また、高雄のガス爆発事故の際、アメリカから寄せられた心配りと多大な寄付に対して陳菊高雄市長の感謝の意を直に伝えた。 | [ 74 ]   |
| 2016年11月 | イスラエル     | 第31回世界市長会議に参加。世界22都市の市長と持続可能な都市、安全な都市について議論。また、イスラエルのベンヤミン・ネタニヤフ首相、外務省のツィッピー・ホトベリー次官と会談し、エルサレム、テルアビブ、ナザレなどの特別都市を訪問し、台南のグリーンテクノロジー、スマートシティに関する経験等をそれぞれの市長と共有した。 | [ 75 ]   |
| 2017年3月  | 東南アジア     | 台南市大学連盟の人材交流代表団とともにベトナム・インドネシア・マレーシアを訪問。 | [ 76 ]   |
| 2017年6月  | アメリカ合衆国 | 北米台湾ビジネス協会連盟（TCCNA）の招待で、頼清徳は「台湾を見る、未来を信じる」と題して講演。その中で、「親中愛台」についての説明で、イスラエルの中東和平推進を挙げた。 | [ 77 ]   |

## 選挙記録
| 年度 | 選挙                   | 選挙区                 | 所属政党   | 得票数    | 得票率 | 当選   | 注釈   |
| ---- | ---------------------- | ---------------------- | ---------- | --------- | ------ | ------ | ------ |
| 1996 | 第3回国民大会代表選挙  | 台南市第一選挙区       | 民主進歩党 | 41,083    | 21.63% |        | [ 78 ] |
| 1998 | 第4回立法委員選挙      | 台南市選挙区           | 民主進歩党 | 31,296    | 10.60% | [ 79 ] |        |
| 2001 | 第5回立法委員選挙      | 台南市選挙区           | 民主進歩党 | 45,899    | 13.98% | [ 80 ] |        |
| 2004 | 第6回立法委員選挙      | 台南市選挙区           | 民主進歩党 | 45,997    | 14.51% | [ 81 ] |        |
| 2008 | 第7回立法委員選挙      | 台南市第二選挙区       | 民主進歩党 | 88,172    | 51.64% | [ 82 ] |        |
| 2010 | 第1回台南市長選挙      | 台南市                 | 民主進歩党 | 619,897   | 60.41% |        |        |
| 2014 | 第2回台南市長選挙      | 台南市                 | 民主進歩党 | 711,557   | 72.90% |        |        |
| 2020 | 第15期総統・副総統選挙 | 第15期総統・副総統選挙 | 民主進歩党 | 8,170,231 | 57.13% | [ 83 ] |        |
| 2024 | 第16期総統・副総統選挙 | 第16期総統・副総統選挙 | 民主進歩党 | 5,586,019 | 40.05% | [ 84 ] |        |